# Metaphycus
Metaphycus är ett släkte av steklar som beskrevs av Mayr 1917. Metaphycus ingår i familjen sköldlussteklar.

## Dottertaxa tillMetaphycus, i alfabetisk ordning[1][2]
- Metaphycus acanthococci
- Metaphycus aegle
- Metaphycus aethiopicus
- Metaphycus africanus
- Metaphycus agarwali
- Metaphycus agrestis
- Metaphycus agylla
- Metaphycus ajax
- Metaphycus alami
- Metaphycus alberti
- Metaphycus albiventris
- Metaphycus alboclavatus
- Metaphycus albopleuralis
- Metaphycus almera
- Metaphycus aloinus
- Metaphycus alsis
- Metaphycus amata
- Metaphycus ambatomangae
- Metaphycus ambior
- Metaphycus amblydentis
- Metaphycus amiculus
- Metaphycus amoenus
- Metaphycus angustifrons
- Metaphycus annasor
- Metaphycus anneckei
- Metaphycus annulipes
- Metaphycus aquilus
- Metaphycus argenteus
- Metaphycus argyrocomus
- Metaphycus armitagei
- Metaphycus artinix
- Metaphycus asparagi
- Metaphycus aspidiotinorum
- Metaphycus asterolecanii
- Metaphycus ater
- Metaphycus atriphragma
- Metaphycus babajani
- Metaphycus babas
- Metaphycus baruensis
- Metaphycus bazarovi
- Metaphycus beshearae
- Metaphycus bias
- Metaphycus bicinctitibiae
- Metaphycus bicolor
- Metaphycus blanchardi
- Metaphycus bogdanovikatkovi
- Metaphycus bolangerae
- Metaphycus bostra
- Metaphycus botanicus
- Metaphycus bouceki
- Metaphycus bowensis
- Metaphycus brachypterus
- Metaphycus brasiliensis
- Metaphycus brevielus
- Metaphycus brochus
- Metaphycus buderimi
- Metaphycus bulgariensis
- Metaphycus burrus
- Metaphycus californicus
- Metaphycus calvus
- Metaphycus capensis
- Metaphycus carveri
- Metaphycus cassiae
- Metaphycus castaneus
- Metaphycus celticola
- Metaphycus cerinus
- Metaphycus cerococci
- Metaphycus ceroplastis
- Metaphycus ceros
- Metaphycus chermis
- Metaphycus chicle
- Metaphycus chionaspidi
- Metaphycus chortinus
- Metaphycus chrysopae
- Metaphycus cinna
- Metaphycus cinyras
- Metaphycus cirta
- Metaphycus cis
- Metaphycus citer
- Metaphycus citricola
- Metaphycus citrinus
- Metaphycus claros
- Metaphycus clauseni
- Metaphycus claviger
- Metaphycus cleanthes
- Metaphycus cleone
- Metaphycus clio
- Metaphycus clymene
- Metaphycus cockerelli
- Metaphycus codrus
- Metaphycus coeus
- Metaphycus comes
- Metaphycus confusus
- Metaphycus coquilletti
- Metaphycus cora
- Metaphycus coronea
- Metaphycus cossyra
- Metaphycus crabra
- Metaphycus creusa
- Metaphycus cures
- Metaphycus cyane
- Metaphycus cybele
- Metaphycus cyrene
- Metaphycus cyrnos
- Metaphycus cythera
- Metaphycus cytoros
- Metaphycus damocles
- Metaphycus danzigae
- Metaphycus dardanus
- Metaphycus decorus
- Metaphycus decussatus
- Metaphycus delos
- Metaphycus delucchii
- Metaphycus denira
- Metaphycus desertus
- Metaphycus diana
- Metaphycus dido
- Metaphycus diodorus
- Metaphycus diomedes
- Metaphycus diphilus
- Metaphycus dirce
- Metaphycus discolor
- Metaphycus dispar
- Metaphycus distentus
- Metaphycus dius
- Metaphycus dodona
- Metaphycus doratus
- Metaphycus dores
- Metaphycus dubis
- Metaphycus dyme
- Metaphycus ecares
- Metaphycus ecetra
- Metaphycus edor
- Metaphycus egeria
- Metaphycus electra
- Metaphycus elenae
- Metaphycus elisa
- Metaphycus ematha
- Metaphycus emmae
- Metaphycus entella
- Metaphycus ephyrus
- Metaphycus epona
- Metaphycus erato
- Metaphycus erebus
- Metaphycus ericeri
- Metaphycus eridanus
- Metaphycus eriococci
- Metaphycus eriococcus
- Metaphycus eruptor
- Metaphycus erynis
- Metaphycus eryx
- Metaphycus eteocles
- Metaphycus etion
- Metaphycus euander
- Metaphycus euphorion
- Metaphycus eurhinus
- Metaphycus eurycarus
- Metaphycus expero
- Metaphycus farfani
- Metaphycus fasula
- Metaphycus faustus
- Metaphycus ferinus
- Metaphycus ferrierei
- Metaphycus firmum
- Metaphycus flaccus
- Metaphycus flammeus
- Metaphycus flavovarius
- Metaphycus flavus
- Metaphycus fraxi
- Metaphycus fucino
- Metaphycus fumipennis
- Metaphycus funicularis
- Metaphycus fuscicornis
- Metaphycus fuscidorsum
- Metaphycus fuscipennis
- Metaphycus gades
- Metaphycus galata
- Metaphycus galbus
- Metaphycus gallicola
- Metaphycus garmon
- Metaphycus genava
- Metaphycus gennaroi
- Metaphycus gerardi
- Metaphycus geryon
- Metaphycus gilvus
- Metaphycus giraulti
- Metaphycus gontsharenkoi
- Metaphycus gortyna
- Metaphycus graminis
- Metaphycus groenlandicus
- Metaphycus guttofasciatus
- Metaphycus hageni
- Metaphycus halongiensis
- Metaphycus halys
- Metaphycus hamadra
- Metaphycus hansoni
- Metaphycus hanstediensis
- Metaphycus harveyorum
- Metaphycus helle
- Metaphycus helvolus
- Metaphycus hemilecanii
- Metaphycus hermes
- Metaphycus hero
- Metaphycus heynsi
- Metaphycus hippo
- Metaphycus hirtipennis
- Metaphycus hispanicus
- Metaphycus hodzhevanishvilii
- Metaphycus homole
- Metaphycus howardi
- Metaphycus hubai
- Metaphycus ibericus
- Metaphycus illusus
- Metaphycus inachus
- Metaphycus indicus
- Metaphycus insera
- Metaphycus insidiosus
- Metaphycus insleyae
- Metaphycus insularis
- Metaphycus inviscus
- Metaphycus involucer
- Metaphycus iohneumon
- Metaphycus iphego
- Metaphycus ira
- Metaphycus ismara
- Metaphycus issa
- Metaphycus isula
- Metaphycus johnsoni
- Metaphycus jura
- Metaphycus kalenda
- Metaphycus karwinskiae
- Metaphycus keatsi
- Metaphycus kermicola
- Metaphycus kincaidi
- Metaphycus kingi
- Metaphycus kozari
- Metaphycus lachesis
- Metaphycus laertes
- Metaphycus larinum
- Metaphycus latifrons
- Metaphycus latiscapus
- Metaphycus laverna
- Metaphycus lebedus
- Metaphycus lecanii
- Metaphycus lepelleyi
- Metaphycus lerna
- Metaphycus lexova
- Metaphycus libera
- Metaphycus libyes
- Metaphycus lichtensiae
- Metaphycus limuruensis
- Metaphycus lineascapus
- Metaphycus liris
- Metaphycus livius
- Metaphycus longicaudae
- Metaphycus longipedicella
- Metaphycus loquella
- Metaphycus lounsburyi
- Metaphycus lucar
- Metaphycus lucretia
- Metaphycus ludo
- Metaphycus luonanensis
- Metaphycus lupia
- Metaphycus luteolus
- Metaphycus lutus
- Metaphycus lycaon
- Metaphycus lycoris
- Metaphycus lyncus
- Metaphycus machaon
- Metaphycus maculatus
- Metaphycus maculipennis
- Metaphycus maculipes
- Metaphycus magnes
- Metaphycus maia
- Metaphycus malabarensis
- Metaphycus malgacinus
- Metaphycus manda
- Metaphycus manto
- Metaphycus maritimus
- Metaphycus marsi
- Metaphycus marsyas
- Metaphycus mashhoodi
- Metaphycus matinus
- Metaphycus matteolus
- Metaphycus mavoro
- Metaphycus medio
- Metaphycus megale
- Metaphycus melanostomatus
- Metaphycus melanostomus
- Metaphycus memino
- Metaphycus memnonius
- Metaphycus memphis
- Metaphycus menecles
- Metaphycus merendo
- Metaphycus metor
- Metaphycus mineus
- Metaphycus minos
- Metaphycus minyas
- Metaphycus misenus
- Metaphycus miser
- Metaphycus mollis
- Metaphycus monastyrskii
- Metaphycus monesus
- Metaphycus monticolens
- Metaphycus mosa
- Metaphycus murakamii
- Metaphycus murena
- Metaphycus mus
- Metaphycus muta
- Metaphycus mycene
- Metaphycus myron
- Metaphycus mytilene
- Metaphycus nadius
- Metaphycus natalensis
- Metaphycus nato
- Metaphycus nemea
- Metaphycus neseri
- Metaphycus nigripectus
- Metaphycus nigritulus
- Metaphycus nigrivarius
- Metaphycus nitens
- Metaphycus nitios
- Metaphycus nola
- Metaphycus norahae
- Metaphycus nuceria
- Metaphycus numentum
- Metaphycus oaxacae
- Metaphycus obliva
- Metaphycus obstinus
- Metaphycus obtens
- Metaphycus obtusus
- Metaphycus octavia
- Metaphycus ogloblini
- Metaphycus ogyges
- Metaphycus omega
- Metaphycus ophiusa
- Metaphycus opis
- Metaphycus oregonensis
- Metaphycus oreius
- Metaphycus orientalis
- Metaphycus othyras
- Metaphycus paluster
- Metaphycus pappus
- Metaphycus paramo
- Metaphycus parkeri
- Metaphycus perdivo
- Metaphycus petitus
- Metaphycus phenacoccus
- Metaphycus philippiae
- Metaphycus phoros
- Metaphycus phylace
- Metaphycus physokermis
- Metaphycus piceus
- Metaphycus porsena
- Metaphycus portoricensis
- Metaphycus praevidens
- Metaphycus pretiosus
- Metaphycus previa
- Metaphycus prinslooi
- Metaphycus procnis
- Metaphycus proteae
- Metaphycus provisus
- Metaphycus psyllidis
- Metaphycus pulchellus
- Metaphycus pulvinariae
- Metaphycus punctipes
- Metaphycus puteolas
- Metaphycus pydnos
- Metaphycus qinlingensis
- Metaphycus reburrus
- Metaphycus reductor
- Metaphycus regas
- Metaphycus remus
- Metaphycus reticulatus
- Metaphycus rhodococci
- Metaphycus rileyi
- Metaphycus roubali
- Metaphycus rukavishnikovi
- Metaphycus rusti
- Metaphycus saissetiae
- Metaphycus sanguinithorax
- Metaphycus scalptus
- Metaphycus schwarzi
- Metaphycus scitulus
- Metaphycus semialbus
- Metaphycus sergueii
- Metaphycus sestus
- Metaphycus shaanxiensis
- Metaphycus sibiricus
- Metaphycus sicoris
- Metaphycus sigillatus
- Metaphycus silvestrii
- Metaphycus similis
- Metaphycus solatus
- Metaphycus solus
- Metaphycus spiraeae
- Metaphycus stagnarum
- Metaphycus stanleyi
- Metaphycus stomachosus
- Metaphycus stramineus
- Metaphycus subfasciatus
- Metaphycus subflavus
- Metaphycus superbus
- Metaphycus swirskii
- Metaphycus sylvaticus
- Metaphycus tachardinae
- Metaphycus tenuicornis
- Metaphycus tenuiscapus
- Metaphycus terani
- Metaphycus teteor
- Metaphycus tricinctus
- Metaphycus trimblei
- Metaphycus triopas
- Metaphycus troas
- Metaphycus truncatus
- Metaphycus turanicus
- Metaphycus turkmenicus
- Metaphycus turneri
- Metaphycus tuxpan
- Metaphycus ufens
- Metaphycus unicolor
- Metaphycus ustulatus
- Metaphycus utibilis
- Metaphycus vanderplanki
- Metaphycus varius
- Metaphycus vectra
- Metaphycus verdini
- Metaphycus vernus
- Metaphycus voakotrokae
- Metaphycus xanthulus
- Metaphycus ximena
- Metaphycus xsara
- Metaphycus zdeneki
- Metaphycus zebratus